# Jean Bienvenue
Pour les articles homonymes, voir Bienvenue.
Jean Bienvenue (né le 24 juin 1928 à Québec et mort le 13 octobre 2018 dans la même ville), est un homme politique et un juge québécois.

## Biographie
Avocat de formation, Jean Bienvenue est le fils de l'avocat et homme politique Valmore Bienvenue.
De 1966 à 1976, il est député à l'Assemblée nationale du Québec, d'abord dans la circonscription de Matane (1966-1973), puis dans celle de Crémazie (1973-1976). Nommé ministre d'État dans le cabinet de Robert Bourassa le 4 mai 1971, il devient ministre de l'Immigration le 15 février 1972, avant de passer à la tête du ministère de l'Éducation le 20 janvier 1976.
Défait avec son parti lors de l'élection de 1976, Jean Bienvenue choisit de retourner à l'exercice du droit. Il est juge à la Cour supérieure du Québec (district de Québec) du 4 mai 1977 au 24 septembre 1996.
Jean Bienvenue est mort à Québec, le 13 octobre 2018, à l'âge de 90 ans.

### Destitution
En 1996, le juge Bienvenue fait scandale par une déclaration misogyne faite dans un jugement. Lorsqu'une femme qui a assassiné son mari en lui tranchant la gorge avec une lame de rasoir reçoit du jury un verdict de meurtre au deuxième degré (au lieu de meurtre au premier degré), il exprime son désaccord et réagit en infligeant une peine de quatorze ans ferme alors que le jury avait recommandé la clémence du juge et une libération conditionnelle après dix ans. Dans son jugement le juge écrit : « [...] lorsque la femme s'élève dans l'échelle des valeurs de vertu, elle s'élève plus haut que l'homme [...], mais [...] lorsqu'elle décide de s'abaisser, la femme, elle le fait hélas! jusqu'à un niveau de bassesse que l'homme le plus vil ne saurait lui-même atteindre. [...] même les nazis n'ont pas éliminé des millions de Juifs dans la douleur ou dans le sang. Ils ont péri sans souffrance dans des chambres à gaz. »
Devant le tollé que suscitent ces propos, les deux ministres de la Justice (Allan Rock à Ottawa et Paul Bégin à Québec) demandent au Conseil de la magistrature de faire enquête. 
D'autres propos misogynes du juge seront mis au jour durant le procès en destitution. Diane Lemieux, porte-parole du Regroupement québécois des centres d'aide et de lutte contre les agressions sexuelles (CALACS), en profite pour dénoncer les dures épreuves que doivent traverser les femmes qui osent porter plainte pour agression sexuelle. C'est une des premières fois que ce problème est étalé au grand jour. 
Loin de faire amende honorable, Jean Bienvenue a soutenu même après son procès que ce qu'il avait dit à propos des femmes faisait partie « de vérités qui n'ont pas d'âge ». Le Conseil de la magistrature recommandera au Parlement la révocation du juge, mais celui-ci démissionnera avant. 
Le 26 mai 2019 paraîtra dans Le Soleil le témoignage d'une ancienne secrétaire de juge ayant été victime de manipulations à connotation sexuelle de la part de ce dernier. Dans son autobiographie, l'ex-journaliste Christine St-Pierre affirme qu'il s'agissait du juge Bienvenue.

## Le mythe de la taxe de bienvenue
Contrairement à une légende urbaine remontant au moins aux années 1990, le ministre Jean Bienvenue n'est lié d'aucune manière à l'origine de la « taxe de bienvenue », droit de mutation immobilière perçu au Québec au moment de l’achat d’une propriété. Cette taxe a été mise en place dans le cadre de la Loi concernant les droits sur les mutations immobilières en 1976 par le gouvernement péquiste dirigé par René Lévesque, qui venait de défaire le gouvernement précédent auquel appartenait le ministre Bienvenue. Celui-ci n'a ni parrainé le projet de loi, ni proposé ou recommandé cette mesure.